# Лорейн (Іллінойс)
Лорейн (англ. Loraine) — селище (англ. village) в США, в окрузі Адамс штату Іллінойс. Населення — 300 осіб (2020).

## Географія
Лорейн розташований за координатами 40°9′9″ пн. ш. 91°13′18″ зх. д. / 40.15250° пн. ш. 91.22167° зх. д. (40.152591, -91.221571).  За даними Бюро перепису населення США в 2010 році селище мало площу 2,21 км², уся площа — суходіл.

## Демографія
Згідно з переписом 2010 року, у селищі мешкало 313 осіб у 127 домогосподарствах у складі 87 родин. Густота населення становила 142 особи/км².  Було 139 помешкань (63/км²).
Расовий склад населення:
| - 99,0 % — білих |

До двох чи більше рас належало 1,0 %. Частка іспаномовних становила 0,6 % від усіх жителів.
За віковим діапазоном населення розподілялося таким чином: 26,5 % — особи молодші 18 років, 58,8 % — особи у віці 18—64 років, 14,7 % — особи у віці 65 років та старші. Медіана віку мешканця становила 41,9 року. На 100 осіб жіночої статі у селищі припадало 99,4 чоловіків;  на 100 жінок у віці від 18 років та старших — 98,3 чоловіків також старших 18 років.
Середній дохід на одне домашнє господарство  становив 43 993 долари США (медіана — 38 977), а середній дохід на одну сім'ю — 56 849 доларів (медіана — 53 750). Медіана доходів становила 44 583 долари для чоловіків та 21 786 доларів для жінок. За межею бідності перебувало 10,0 % осіб, у тому числі 6,0 % дітей у віці до 18 років та 0,0 % осіб у віці 65 років та старших.
Цивільне працевлаштоване населення становило 133 особи. Основні галузі зайнятості: виробництво — 26,3 %, освіта, охорона здоров'я та соціальна допомога — 25,6 %, роздрібна торгівля — 15,8 %, транспорт — 6,8 %.